# Botanophila sanctimarci
Botanophila sanctimarci este o specie de muște din genul Botanophila, familia Anthomyiidae. A fost descrisă pentru prima dată de Leander Czerny în anul 1906. Conform Catalogue of Life specia Botanophila sanctimarci nu are subspecii cunoscute.